# UCI World Tour 2012
UCI World Tour 2012 er den anden udgave af UCI World Tour, som er det øverste niveau indenfor professionel landevejscykling. Løbsserien består af 28 endags- og etapeløb fordelt i Europa, Australien, Canada og Kina. I forhold til UCI World Tour 2011 er E3 Prijs Vlaanderen - Harelbeke inkluderet for første gang. 18 hold har status som ProTeam og skal stille op i samtlige løb.

## Løb
| Løb                      | Dato               | Vinder                     | Vinder  | Anden                       | Anden   | Tredje                      | Tredje  | Andre point (fra 4. pladsen og efter)                             | Etape point     |
| ------------------------ | ------------------ | -------------------------- | ------- | --------------------------- | ------- | --------------------------- | ------- | ----------------------------------------------------------------- | --------------- |
| Tour Down Under          | 17–22. januar      | Simon Gerrans (AUS) (OEG)  | 100 pts | Alejandro Valverde (ESP)    | 80 pts  | Tiago Machado (POR)         | 70 pts  | 60, 50, 40, 30, 20, 10, 4                                         | 6, 4, 2, 1, 1   |
| Paris–Nice               | 4–11. marts        | Bradley Wiggins (GBR)      | 100 pts | Lieuwe Westra (NED)         | 80 pts  | Alejandro Valverde (ESP)    | 70 pts  | 60, 50, 40, 30, 20, 10, 4                                         | 6, 4, 2, 1, 1   |
| Tirreno–Adriatico        | 7–13. marts        | Vincenzo Nibali (ITA)      | 100 pts | Chris Horner (USA)          | 80 pts  | Roman Kreuziger (CZE)       | 70 pts  | 60, 50, 40, 30, 20, 10, 4                                         | 6, 4, 2, 1, 1   |
| Milan–San Remo           | 17. marts          | Simon Gerrans (AUS)        | 100 pts | Fabian Cancellara (Schweiz) | 80 pts  | Vincenzo Nibali (ITA)       | 70 pts  | 60, 50, 40, 30, 20, 10, 4                                         | N/A             |
| Katalonien Rundt         | 19–25. marts       | Michael Albasini (Schweiz) | 100 pts | Samuel Sánchez (ESP)        | 80 pts  | Jurgen Van Den Broeck (BEL) | 70 pts  | 60, 50, 40, 30, 20, 10, 4                                         | 6, 4, 2, 1, 1   |
| E3 Harelbeke             | 23. marts          | Tom Boonen (BEL)           | 80 pts  | Óscar Freire (ESP)          | 60 pts  | Bernhard Eisel (AUT)        | 50 pts  | 40, 30, 22, 14, 10, 6, 2                                          | N/A             |
| Gent–Wevelgem            | 25. marts          | Tom Boonen (BEL)           | 80 pts  | Peter Sagan (SVK)           | 60 pts  | Matti Breschel (DEN)        | 50 pts  | 40, 30, 22, 14, 10, 6, 2                                          | N/A             |
| Flandern Rundt           | 1. april           | Tom Boonen (BEL)           | 100 pts | Filippo Pozzato (ITA)       | 0 pts   | Alessandro Ballan (ITA)     | 70 pts  | 60, 50, 40, 30, 20, 10, 4                                         | N/A             |
| Baskerlandet Rundt       | 2–7. april         | Samuel Sánchez (ESP)       | 100 pts | Joaquim Rodríguez (ESP)     | 80 pts  | Bauke Mollema (NED)         | 70 pts  | 60, 50, 40, 30, 20, 10, 4                                         | 6, 4, 2, 1, 1   |
| Paris–Roubaix            | 8. april           | Tom Boonen (BEL)           | 100 pts | Sébastien Turgot (FRA)      | 0 pts   | Alessandro Ballan (ITA)     | 70 pts  | 60, 50, 40, 30, 20, 10, 4                                         | N/A             |
| Amstel Gold Race         | 15. april          | Enrico Gasparotto (ITA)    | 80 pts  | Jelle Vanendert (BEL)       | 60 pts  | Peter Sagan (SVK)           | 50 pts  | 40, 30, 22, 14, 10, 6, 2                                          | N/A             |
| La Flèche Wallonne       | 18. april          | Joaquim Rodríguez (ESP)    | 80 pts  | Michael Albasini (Schweiz)  | 60 pts  | Philippe Gilbert (BEL)      | 50 pts  | 40, 30, 22, 14, 10, 6, 2                                          | N/A             |
| Liège–Bastogne–Liège     | 22. april          | Maxim Iglinskiy (KAZ)      | 100 pts | Vincenzo Nibali (ITA)       | 80 pts  | Enrico Gasparotto (ITA)     | 70 pts  | 60, 50, 40, 30, 20, 10, 4                                         | N/A             |
| Romandiet Rundt          | 24–29. april       | Bradley Wiggins (GBR)      | 100 pts | Andrew Talansky (USA)       | 80 pts  | Rui Costa (POR)             | 70 pts  | 60, 50, 40, 30, 20, 10, 4                                         | 6, 4, 2, 1, 1   |
| Giro d'Italia            | 5–27. maj          | Ryder Hesjedal (CAN)       | 170 pts | Joaquim Rodríguez (ESP)     | 130 pts | Thomas De Gendt (BEL)       | 100 pts | 90, 80, 70, 60, 52, 44, 38, 32, 26, 22, 18, 14, 10, 8, 6, 4, 2    | 16, 8, 4, 2, 1  |
| Critérium du Dauphiné    | 3–10. juni         | Bradley Wiggins (GBR)      | 100 pts | Michael Rogers (AUS)        | 80 pts  | Cadel Evans (AUS)           | 70 pts  | 60, 50, 40, 30, 20, 10, 4                                         | 6, 4, 2, 1, 1   |
| Tour de Suisse           | 9- 17. juni        | Rui Costa (POR)            | 100 pts | Frank Schleck (LUX)         | 80 pts  | Levi Leipheimer (USA)       | 70 pts  | 60, 50, 40, 30, 20, 10, 4                                         | 6, 4, 2, 1, 1   |
| Tour de France           | 30 Juni – 22 Juli  | Bradley Wiggins (GBR)      | 200 pts | Chris Froome (GBR)          | 150 pts | Vincenzo Nibali (ITA)       | 120 pts | 110, 100, 90, 80, 70, 60, 50, 40, 30, 24, 20, 16, 12, 10, 8, 6, 4 | 20, 10, 6, 4, 2 |
| Tour de Pologne          | 10–16 Juli         | Moreno Moser (ITA)         | 100 pts | Michał Kwiatkowski (POL)    | 80 pts  | Sergio Henao (COL)          | 70 pts  | 60, 50, 40, 30, 20, 10, 4                                         | 6, 4, 2, 1, 1   |
| Eneco Tour               | 6-12. august       | Lars Boom (NED)            | 100 pts | Sylvain Chavanel (FRA)      | 80 pts  | Niki Terpstra (NED)         | 70 pts  | 60, 50, 40, 30, 20, 10, 4                                         | 6, 4, 2, 1, 1   |
| Clásica de San Sebastián | 14. august         | Luis León Sánchez (ESP)    | 80 pts  | Simon Gerrans (AUS)         | 60 pts  | Gianni Meersman (BEL)       | 50 pts  | 40, 30, 22, 14, 10, 6, 2                                          | N/A             |
| Vuelta a España          | 18. aug. – 9. sep. | Alberto Contador           | 170 pts |                             | 130 pts |                             | 100 pts | 90, 80, 70, 60, 52, 44, 38, 32, 26, 22, 18, 14, 10, 8, 6, 4, 2    | 16, 8, 4, 2, 1  |
| Vattenfall Cyclassics    | 19. august         |                            | 80 pts  |                             | 60 pts  |                             | 50 pts  | 40, 30, 22, 14, 10, 6, 2                                          | N/A             |
| GP Ouest-France          | 26. august         | Edvald Boasson Hagen (NOR) | 80 pts  | Rui Costa (POR)             | 60 pts  | Heinrich Haussler (AUS)     | 50 pts  | 40, 30, 22, 14, 10, 6, 2                                          | N/A             |
| GP de Québec             | 7. september       | Simon Gerrans (AUS)        | 80 pts  | Greg Van Avermaet (BEL)     | 60 pts  | Rui Costa (POR)             | 50 pts  | 40, 30, 22, 14, 10, 6, 2                                          | N/A             |
| GP de Montréal           | 9. september       | Lars Petter Nordhaug (NOR) | 80 pts  | Moreno Moser (ITA)          | 60 pts  | Alexandr Kolobnev (RUS)     | 50 pts  | 40, 30, 22, 14, 10, 6, 2                                          | N/A             |
| Giro di Lombardia        | 29. september      |                            | 100 pts |                             | 80 pts  |                             | 70 pts  | 60, 50, 40, 30, 20, 10, 4                                         | N/A             |
| Tour of Beijing          | 10–14. oktober     |                            | 100 pts |                             | 80 pts  |                             | 70 pts  | 60, 50, 40, 30, 20, 10, 4                                         | 6, 4, 2, 1, 1   |

## Hold

### UCI ProTeams
Hold som er registreret som ProTeams har ret og pligt til at deltage i alle WorldTour-løb. 
| Kode | Navn                    | Land       | Web                                                                           |
| ---- | ----------------------- | ---------- | ----------------------------------------------------------------------------- |
| ALM  | AG2R La Mondiale        | Frankrig   | www.cyclisme.ag2rlamondiale.fr Arkiveret 23. februar 2011 hos Wayback Machine |
| ARG  | Argos-Shimano           | Holland    | Keep Challenging                                                              |
| AST  | Pro Team Astana         | Kasakhstan | proteam-astana.com Arkiveret 16. maj 2017 hos Wayback Machine                 |
| BMC  | BMC Racing Team         | USA        | www.bmc-racing.com Arkiveret 28. juni 2010 hos Wayback Machine                |
| EUS  | Euskaltel-Euskadi       | Spanien    | www.fundacioneuskadi.com                                                      |
| FDJ  | FDJ BigMat              | Frankrig   | www.equipecyclistefdj.fr Arkiveret 17. april 2014 hos Wayback Machine         |
| GRM  | Garmin-Barracuda        | USA        | www.slipstreamsports.com Arkiveret 29. januar 2009 hos Wayback Machine        |
| OEG  | Orica-GreenEDGE         | Australien | www.greenedgecycling.com                                                      |
| LAM  | Lampre-ISD              | Italien    | www.teamlampreisd.com                                                         |
| LIQ  | Liquigas-Cannondale     | Italien    | www.teamliquigascannondale.com Arkiveret 16. juli 2011 hos Wayback Machine    |
| LTB  | Lotto-Belisol           | Belgien    | lottobelisol.be                                                               |
| MOV  | Movistar Team           | Spanien    | www.movistarteam.com                                                          |
| OPQ  | Omega Pharma-Quick Step | Belgien    | www.omegapharma-quickstep.com Arkiveret 13. oktober 2013 hos Wayback Machine  |
| RAB  | Rabobank                | Holland    | engelsk nederlandsk Arkiveret 25. november 2011 hos Wayback Machine           |
| RNT  | RadioShack-Nissan       | Luxembourg | www.radioshacknissantrek.com                                                  |
| SAX  | Team Saxo Bank          | Danmark    | www.teamsaxobank.com Arkiveret 9. januar 2012 hos Wayback Machine             |
| SKY  | Team Sky                | UK         | www.teamsky.com Arkiveret 24. februar 2011 hos Wayback Machine                |
| VCD  | Vacansoleil-DCM         | Holland    | www.vacansoleildcm.com Arkiveret 7. april 2012 hos Wayback Machine            |

### UCI Professionelle kontinentalhold
I tillæg til ProTeams kan arrangører invitere (normalt 2-8) professionelle kontinentalhold. Disse hold kan ikke optjene point til 
| Kode | Navn                          | Land     | Nettsted                                                               | Invitationer |
| ---- | ----------------------------- | -------- | ---------------------------------------------------------------------- | --- |
| ACC  | Accent.jobs-Willems veranda's | Belgien  | www.accentwillems.be Arkiveret 3. marts 2012 hos Wayback Machine       | E3 Harelbeke, Gent–Wevelgem, Flandern rundt, Amstel Gold Race, La Flèche Wallonne, Liège-Bastogne-Liège                                      |
| ASA  | Acqua & Sapone                | Italien  | www.abruzzoteam.com Arkiveret 9. februar 2011 hos Wayback Machine      | Tirreno–Adriatico, Milano–Sanremo, Il Lombardia                                                                                              |
| ACG  | Andalucía                     | Spanien  | www.e-bici.com                                                         | Catalonia rundt |
| AND  | Androni Giocattoli            | Italien  | www.androniteam.it                                                     | Giro d'Italia, Il Lombardia |
| BSC  | Bretagne-Schuller             | Frankrig | www.bretagne-schuller.fr Arkiveret 17. januar 2012 hos Wayback Machine | Paris–Roubaix |
| CJR  | Caja Rural                    | Spanien  | www.teamcajarural.com Arkiveret 10. april 2012 hos Wayback Machine     | Catalonia rundt, Polen rundt |
| CSS  | Champion System               | Kina     | teamchampionsystem.com Arkiveret 18. maj 2017 hos Wayback Machine      | |
| COF  | Cofidis                       | Frankrig | www.equipe-cofidis.com                                                 | Paris–Nice, Catalonia rundt, E3 Harelbeke, Gent–Wevelgem, Paris–Roubaix                                                                      |
| COL  | Colombia-Coldeportes          | Colombia | www.colombiacoldeportes.com                                            | Tirreno–Adriatico, Milano–Sanremo, La Flèche Wallonne, Il Lombardia                                                                          |
| COG  | Colnago-CSF Inox              | Irland   | colnago-csf.com Arkiveret 17. marts 2013 hos Wayback Machine           | Tirreno–Adriatico, Milano–Sanremo, Giro d'Italia, Polen rundt, Il Lombardia                                                                  |
| EUC  | Europcar                      | Frankrig | www.teameuropcar.com Arkiveret 29. marts 2012 hos Wayback Machine      | Paris–Nice, E3 Harelbeke, Gent–Wevelgem, Flandern rundt, Paris–Roubaix, Amstel Gold Race, Liège-Bastogne-Liège                               |
| FAR  | Farnese Vini Selle Italia     | Italien  | www.farneseselleitalia.com                                             | Tirreno–Adriatico, Milano–Sanremo, E3 Harelbeke, Gent–Wevelgem, Flandern rundt, Paris–Roubaix, Amstel Gold Race, Giro d'Italia, Il Lombardia |
| LAN  | Landbouwkrediet-Euphony       | Belgien  | www.landbouwkrediet-cycling.be                                         | E3 Harelbeke, Gent–Wevelgem, Flandern rundt, Amstel Gold Race, La Flèche Wallonne, Liège-Bastogne-Liège                                      |
| APP  | Team NetApp                   | Tyskland | www.teamnetapp.com Arkiveret 3. januar 2012 hos Wayback Machine        | Flandern rundt, Paris–Roubaix, Giro d'Italia                                                                                                 |
| RVL  | RusVelo                       | Rusland  | www.rusveloteam.com Arkiveret 16. oktober 2012 hos Wayback Machine     | |
| SAU  | Saur-Sojasun                  | Frankrig | www.saur-sojasun.com                                                   | Paris–Nice, Catalonia rundt, Paris–Roubaix, La Flèche Wallonne, Liège-Bastogne-Liège                                                         |
| SPI  | Team Spidertech               | Canada   | cyclesportmanagement.com                                               | Sveits rundt |
| TT1  | Team Type 1-Sanofi            | USA      | www.teamtype1.org                                                      | Milano–Sanremo, La Flèche Wallonne, Liège-Bastogne-Liège, Polen rundt                                                                        |
| TSV  | Topsport Vlaanderen-Mercator  | Belgien  | www.topsport-vlaanderen.be                                             | E3 Harelbeke, Gent–Wevelgem, Flandern rundt, Amstel Gold Race, La Flèche Wallonne, Liège-Bastogne-Liège                                      |
| UHC  | UnitedHealthcare Pro Cycling  | USA      | www.uhcprocycling.com Arkiveret 23. december 2009 hos Wayback Machine  | |
| UNA  | Utensilnord-Named             | Irland   |                                                                        | Milano–Sanremo, Il Lombardia |

## Ranking

### Pointberegning
Det gives point for slutplaceringer og placeringer på etaper. Hold og nationer rangeres baseret på point til deres fem bedste rytter. Kun ryttere på ProTeams opnå point.
Skabelon:Poengberegning UCI World Tour

### Individuelt
Opdateret efter Schweizs rundt.
|    | Rytter                      | Hold                    | Point |
| -- | --------------------------- | ----------------------- | ----- |
| 1  | Joaquim Rodríguez (ESP)     | Team Katusha            | 404   |
| 2  | Tom Boonen (BEL)            | Omega Pharma-Quick Step | 366   |
| 3  | Bradley Wiggins (GBR)       | Team Sky                | 335   |
| 4  | Vincenzo Nibali (ITA)       | Liquigas–Cannondale     | 272   |
| 5  | Peter Sagan (SVK)           | Liquigas–Cannondale     | 253   |
| 6  | Samuel Sánchez (ESP)        | Euskaltel-Euskadi       | 252   |
| 7  | Simon Gerrans (AUS)         | Orica-GreenEDGE         | 210   |
| 8  | Ryder Hesjedal (CAN)        | Garmin-Sharp            | 197   |
| 9  | Michael Rogers (AUS)        | Team Sky                | 194   |
| 10 | Roman Kreuziger (CZE)       | Astana Pro Team         | 189   |
| 11 | Damiano Cunego (ITA)        | Lampre-ISD              | 184   |
| 12 | Michael Albasini (SUI)      | Orica-GreenEDGE         | 181   |
| 13 | Rui Costa (POR)             | Movistar Team           | 181   |
| 14 | Óscar Freire (ESP)          | Team Katusha            | 181   |
| 15 | Alejandro Valverde (ESP)    | Movistar Team           | 177   |
| 16 | Michele Scarponi (ITA)      | Lampre-ISD              | 174   |
| 17 | Alessandro Ballan (ITA)     | BMC Racing Team         | 166   |
| 18 | Enrico Gasparotto (ITA)     | Astana Pro Team         | 150   |
| 19 | Bauke Mollema (NED)         | Rabobank                | 132   |
| 20 | Daniel Martin (IRL)         | Garmin-Sharp            | 132   |
| 21 | Thomas De Gendt (BEL)       | Vacansoleil-DCM         | 126   |
| 22 | Rigoberto Urán (COL)        | Team Sky                | 125   |
| 23 | Jurgen Van Den Broeck (BEL) | Lotto-Belisol           | 123   |
| 24 | Jelle Vanendert (BEL)       | Lotto-Belisol           | 104   |
| 25 | Maxim Iglinskiy (KAZ)       | Astana Pro Team         | 100   |

### Hold
Opdateret efter Schweizs rundt
|    | Hold                        | Point | Fem bedste ryttere                                                                  |
| -- | --------------------------- | ----- | ----------------------------------------------------------------------------------- |
| 1  | Team Sky                    | 803   | Wiggins (335), Rogers (194), Urán (125), Boasson Hagen (77), Porte (72)             |
| 2  | Team Katusha                | 716   | Rodríguez (404), Freire (180), Špilak (86), Paolini (30), Moreno (16)               |
| 3  | Liquigas–Cannondale         | 657   | Nibali (272), Sagan (253), Basso (88), Szmyd (34), Oss (10)                         |
| 4  | Omega Pharma-Quick Step     | 640   | Boonen (366), Terpstra (90), Leipheimer (75), T. Martin (57), Cataldo               |
| 5  | Astana Pro Team             | 560   | Kreuziger (189), Gasparotto (150), Iglinsky (100), Kišerlovski (75), Brajkovič (46) |
| 6  | Garmin-Sharp                | 475   | Hesjedal (197), Martin (132), Talansky (85), Vanmarcke (31), Danielson (30)         |
| 7  | Orica-GreenEDGE             | 440   | Gerrans (210), Albasini (181),Goss (32), Davis (11), Meyer (6)                      |
| 8  | Movistar Team               | 439   | Costa (181), Valverde (177),Kiryienka (41), Amador (20), Moreno (20)                |
| 9  | BMC Racing Team             | 432   | Ballan (166), Evans (82), Gilbert (72), Van Avermaet (60), Van Garderen (52)        |
| 10 | RadioShack-Nissan-Trek      | 393   | Horner (96), Cancellara (94), F. Schleck (89), Machado (72), Bakelants (42)         |
| 11 | Lampre-ISD                  | 378   | Cunego (184), Scarponi (174), Malori (8), Petacchi (6), Ulissi (6)                  |
| 12 | Euskaltel-Euskadi           | 374   | Sánchez (252), Nieve (98), Izaguirre (16), Martínez (4), Pérez (4)                  |
| 13 | Rabobank                    | 323   | Mollema (132), Gesink (62), Breschel (60), Boom (40), Sánchez (29)                  |
| 14 | Vacansoleil-DCM             | 318   | De Gendt (126), Westra (96), Hoogerland (51), Poels (24), Carrara (21)              |
| 15 | Lotto-Belisol               | 278   | Van Den Broeck (123), J. Vanendert (104), Greipel (22), Bak (16), Meersman (13)     |
| 16 | Ag2r-La Mondiale            | 158   | Nocentini (73), Gadret (33), Péraud (32), Riblon (10), Dupont (10)                  |
| 17 | FDJ-BigMat                  | 79    | Jeannesson (40), Ladagnous (14), Chainel (10), Casar (8), Hutarovich (7)            |
| 18 | Team Saxo Bank-Tinkoff Bank | 44    | Tosatto (30), J.J. Haedo (9) Boaro (3), Kroon (1), L.S. Haedo (1)                   |

### Nationer
Opdateret efter Schweizs rundt
|    | Nation         | Point | Fem bedste ryttere                                                                |
| -- | -------------- | ----- | --------------------------------------------------------------------------------- |
| 1  | Spanien        | 1112  | Rodríguez (404), Sánchez (252), Freire (181), Valverde (177), Nieve (98)          |
| 2  | Italien        | 946   | Nibali (272), Cunego (184), Scarponi (174), Ballan (166), Gasparotto (150)        |
| 3  | Belgien        | 791   | Boonen (366), De Gendt (126), Van Den Broeck (123), Vanendert (104), Gilbert (72) |
| 4  | Australien     | 590   | Gerrans (210), Rogers (194), Evans (82), Porte (72), Goss (32)                    |
| 5  | Storbritannien | 489   | Wiggins (335), Cavendish (66), Froome (60), Thomas (22), Swift (6)                |
| 6  | Holland        | 431   | Mollema (132), Westra (96), Terpstra (90), Gesink (62), Hoogerland (51)           |
| 7  | USA            | 338   | Horner (96), Talansky (85), Leipheimer (75), Van Garderen (52), Danielson (30)    |
| 8  | Schweiz        | 296   | Albasini (181), Cancellara (94), Tschopp (18), Frank (2), Elmiger (1)             |
| 9  | Slovakiet      | 253   | Sagan (253)                                                                       |
| 10 | Portugal       | 253   | Costa (181), Machado (72)                                                         |
| 11 | Canada         | 198   | Hesjedal (197), Tuft (1)                                                          |
| 12 | Tjekkiet       | 189   | Kreuziger (189)                                                                   |
| 13 | Colombia       | 180   | Urán (125), Henao (48), Quintana (6), Sarmiento (1)                               |
| 14 | Frankrig       | 144   | Jeannesson (40), Gadret (33), Péraud (32), Chavanel (25), Ladagnous (14)          |
| 15 | Slovenien      | 139   | Špilak (86), Brajkovič (46), Bole (5), Božič (1)                                  |